# Mainbrücke Schwarzach am Main
Die Mainbrücke Schwarzach am Main ist eine Straßenbrücke, die zwischen den Schwarzacher Ortsteilen Schwarzenau und Stadtschwarzach in Unterfranken bei Flusskilometer 298 den Main überspannt. Das Bauwerk besitzt zwei Fahrstreifen und einen gemeinsamen Geh- und Radweg. Ein bereits 1890 eingeweihter Vorgängerbau wurde Ludwigs-Brücke genannt.

## Geschichte
Die Geschichte der Mainbrücke bei Schwarzenau ist eng mit der historischen Furtstelle verbunden, die bereits seit dem Frühmittelalter in dem Ort bestand. Trotz mehrmaliger Verlegungen wandelte man die Furt später in eine Fährstelle um, die zwischen Dettelbach/Schwarzenau und Münsterschwarzach/Stadtschwarzach vermittelte. Sie verband eine Via regia zwischen Würzburg und dem Steigerwald. Die Fährstelle wurde während der Napoleonischen Kriege in eine fliegende Brücke umgewandelt, weil häufig Soldaten das Mainufer wechselten. → siehe auch: Mainfähre Schwarzenau
Der Bau der ersten Mainbrücke an dieser Stelle geht auf die Planungen einer Bahnstrecke zwischen Dettelbach und Ebrach zurück, die von den Verantwortlichen ab den 1880er Jahren vorangetrieben wurden. Vor allem die Stadt Dettelbach hatte Interesse, eine feste Verbindung zwischen den beiden Mainufern zu schaffen, sodass die Stadt auch die Planungen übernahm. Am 1. April 1889 begannen die Bauarbeiten an der Brücke, die südlich der alten Mainfähre Schwarzenau mit der Gemeinde Hörblach verbinden sollte, deren Gemarkung bis zum Main reichte.
Für die Brückenbauarbeiten verpflichtete die Stadt Dettelbach mehrere regionale Handwerker. Die Widerlager, die Brückenpfeiler und das am Ufer zu errichtende Zollhaus wurde von Friedrich Buchner aus Würzburg für 68.000 Mark erbaut. Die Firma Georg Noell, ebenfalls aus Würzburg, steuerte den eisernen Überbau für 128.000 Mark bei. Die Maurer Georg Fehn aus Bibergau und die Brüder Schneider aus Dettelbach erhielten 53.000 Mark und bauten die Zufahrtsstraßen.
Am 1. Mai 1890 konnte die Brücke dem Verkehr übergeben werden. Zur Eröffnung wurde der Würzburger Bischof Franz Joseph von Stein gewonnen, der das Bauwerk weihte. Namenspatron der neuen Brücke wurde König Ludwig II. von Bayern. Über die Ludwigs-Brücke fuhr niemals ein Zug, da die Eisenbahnstrecke Dettelbach-Bahnhof-Dettelbach-Stadt-Ebrach nicht errichtet wurde. Die neue Brücke war dennoch ein Nadelöhr, weil zwischen Kitzingen und Schweinfurt keine weitere Mainbrücke bestand. Die steinerne Volkacher Mainbrücke folgte erst 1892.
In den letzten Kriegstagen des Zweiten Weltkriegs versuchte die Wehrmacht die vorrückenden Amerikaner bei der Überquerung über den Main zu stoppen. Am 5. April 1945 sprengten deutsche Soldaten auch die Schwarzacher Ludwigsbrücke. In der Folgezeit wurde wieder ein provisorischer Fährverkehr eingerichtet, den der Fischer Martin Weichsel betrieb. Bereits 1946 konnte die Brücke wieder instand gesetzt werden.
Die alte Brücke bestand noch knapp zehn Jahre. Erst die Bauarbeiten am Mainkanal Volkach-Gerlachshausen und die Begradigung des Maines durch die Errichtung der Staustufe Dettelbach in den 1950er Jahren ließen den Flusspegel ansteigen. Die Verantwortlichen sahen sich vor die Wahl gestellt, das Bauwerk anzuheben oder eine neue Brücke zu errichten. 1957 begann man die neue Brücke ca. 500 Meter flussabwärts zu errichten, im Herbst 1958 wurde sie fertiggestellt. Eine Instandsetzung des Bauwerkes erfolgte 2015/2016.

## Konstruktion

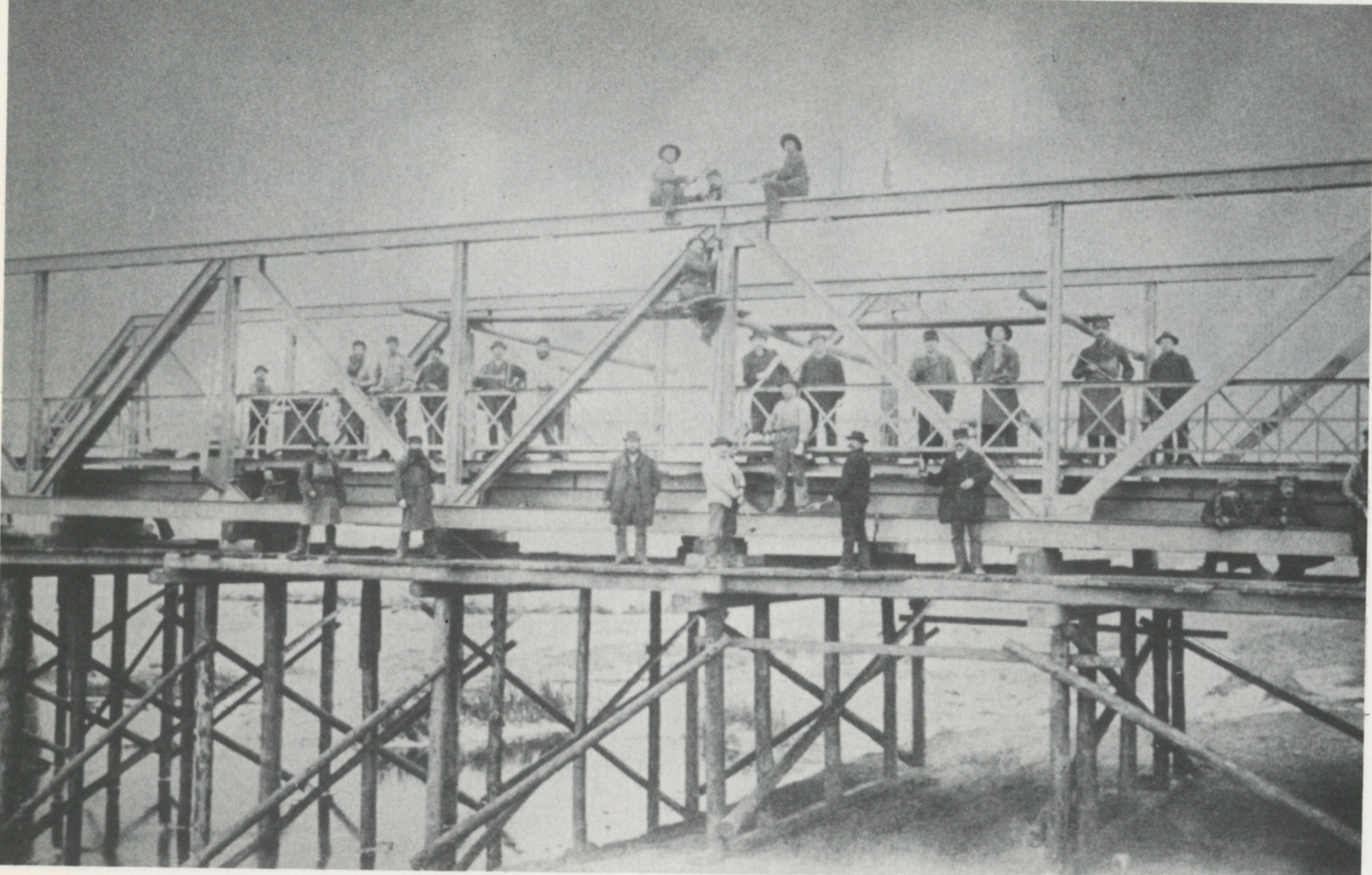
Die alte Mainbrücke während ihrer Errichtung 1889

### Brücke von 1890
Die Brücke von 1890 besaß vier steinerne Pfeiler, die im Main standen. Darüber befand sich ein stählerner Fachwerküberbau. Das Bauwerk war als Eisenbahnbrücke errichtet worden und Kutschen und Droschken mussten für die Überquerung eine Gebühr am Zollhäuschen auf Schwarzenauer Seite entrichten.

### Brücke von 1958
Die neue Balkenbrücke entstand als Stahlverbundkonstruktion mit einem zweizelligen Hohlkastenquerschnitt. Die Stützweiten betragen 62 Meter, 86 Meter und 62 Meter bei einer Gesamtlänge von 210 Metern. Die Bauhöhen variieren zwischen 1,92 Meter im Feld und 4,41 Meter über den Stützen. Die Staatsstraße 2450 führt über die Brücke, früher war es die Bundesstraße 22.